# Marilee Stepan
Mary Louise Stepan, detta Marilee (Chicago, 2 febbraio 1935 – Winnetka, 15 dicembre 2021), è stata una nuotatrice statunitense, specializzata nello stile libero.

## Palmarès

### Olimpiadi
- Bronzo a Helsinki 1952 nella staffetta 4x100 metri stile libero.